# Totò contro i quattro
Totò contro i quattro (tdl. ‘Totò contra los cuatro’) es una película de comedia italiana de 1963 dirigida 
por Steno.Se definió como una "farsa policial".

## Sinopsis
El comisario Antonio es víctima de un robo. Una noche desaparece su vehículo, por lo que necesita contrastar su caso con el de otros casos de robo de automóviles en la ciudad de Roma. Los acusados son Peppino De Filippo, Aldo Fabrizi, Nino Taranto y Erminio Macario. Gracias a las historias de estos cuatro divertidos personajes, al final el comisario Antonio acaba disfrazándose de mujer para capturar a los ladrones en una zona de Villa Borghese.

## Reparto
- Totò: comisario Antonio Saracino
- Peppino De Filippo: Alfredo Fiore
- Aldo Fabrizi: Don Amilcare
- Nino Taranto: Giuseppe Mastrillo
- Erminio Macario: coronel La Matta
- Ugo d'Alessio:  Di Sabato
- Carlo delle Piane: Pecorino
- Mario Castellani: comisario Filippo Lancetti
- Pietro Carloni : colega de Lancetti
- Rossella Como: esposa de Lancetti
- Dany París: Jacqueline
- Ivy Holzer: Miss Durant
- Moira Orfei: Miss Fiore
- Nino Terzo: agente Pappalardo
- Gregorio Wu Pak Chiu : empleada de hogar
- Mariano Laurenti : conductor del Fiat 600